# Luiz Carlos Motta
Luiz Carlos Motta (Ribeirão Preto, 24 de abril de 1959), é um comerciário e político brasileiro, filiado ao Partido Liberal (PL). Ele é presidente da Federação dos Comerciários do Estado de São Paulo (Fecomerciários), o sindicato paulista da categoria.
Motta foi eleito deputado federal por São Paulo nas eleições de 2018, e reeleito em 2022. Em 2024, foi relator do Orçamento da União.

## Carreira política
Em 9 de maio de 2019, votou contra a MP 870, que retirou o Conselho de Controle de Atividades Financeiras (COAF) do ministério da Justiça e retornou-o para o ministério da Economia.
Motta não esteve presente na sessão que votou o primeiro turno da reforma da Previdência, em julho de 2019. Seu partido era a favor da reforma. Na votação em segundo turno, no entanto, votou contra.
No contexto da pandemia de Covid-19, protocolou uma lei em janeiro de 2021 que incluía a categoria dos comerciários na fila de prioridades para a vacinação. Justificando a proposta, o deputado declarou: "Ao serem vacinados contra a Covid-19 os comerciários vão preservar a sua própria saúde e vida e, da mesma forma, daqueles com os quais convivem socialmente e se relacionam profissionalmente”
Em outubro de 2023, Motta votou contra um projeto de lei que regulamentava a tributação dos chamados fundos exclusivos e das offshores. Questionado, o deputado esclareceu que seu voto se deu segundo a orientação do partido; em nota à Folha de S.Paulo, disse ainda que voto era fundamentado "na convicção de que a produção individual é mais crucial do que a simples consideração dos ganhos".
Em dezembro do mesmo ano, o deputado votou a favor da reforma tributária.

### Orçamento de 2024
Foi relator-geral do Orçamento federal de 2024. Seu parecer sobre a Lei Orçamentária Anual aumentou para 53 bilhões de reais o montante previsto para emendas parlamentares, além de destinar 4,9 bilhões para o Fundo Eleitoral (o governo havia originalmente reservado apenas 939 milhões). Uma primeira versão do relatório havia diminuído os gastos com o Programa de Aceleração do Crescimento em 17 bilhões de reais, mas, após, negociações com o governo, o corte ficou em apenas 7 bilhões.